# Dialekt prizreńsko-południowomorawski

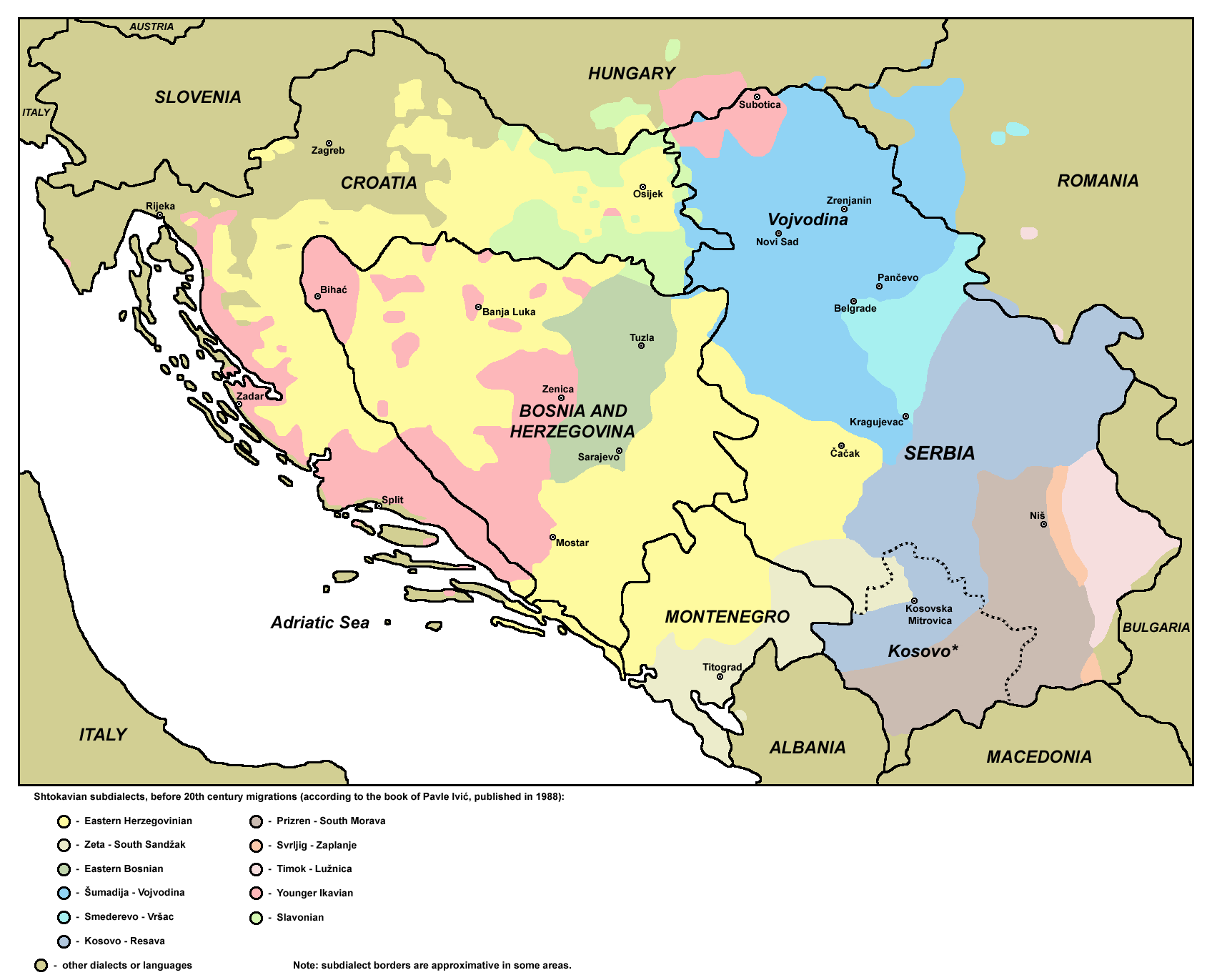
Dialekty sztokawskie i torlackie, w tym dialekt prizreńsko-południowomorawski

Dialekt prizreńsko-południowomorawski (serb.-chorw. prizrensko-južnomoravski dijalekt) – dialekt należący do grupy dialektów torlackich, włączanych niekiedy do grupy dialektów sztokawskich. Obszarem zajmowany przez dialekt prizreńsko-południowomorawski obejmuje zachodnią i południową część obszaru torlackiego – na południowym zachodzie sięga aż po granicę z Albanią przez Prizren i Dziakowicę, na południu po granicę z Macedonią (z serbskimi osadami w jej północnej części), na północy i zachodzie styka się z obszarem dialektu kosowsko-resawskiego, a na wschód rozciąga się w kierunku Nisza w dolinie Południowej Morawy aż po granicę serbsko-bułgarską.
Zachodnia część obszaru dialektalnego znacznie się skurczyła w wyniku agresji NATO na Jugosławię i następujących po tym pogromów i wypędzeń ludności serbskiej.

## Cechy językowe
Do cech fonetycznych dialektu prizreńsko-południowomorawskiego należą:
- akcent ekspiratoryczny, bez pierwotnego iloczasu i tonów, pojawia się jedynie wtórna długość samogłosek wynikła z wypadania spółgłosek, np. grā, snā, jēmo < graχ, snaχa, jedemo[4],
- obok typowych dla dialektów sztokawskich fonemów samogłoskowych a, e, i, u, o oraz sonantycznego r̥, występujący też powszechnie fonem ə (szwa), kontynuujący dawne jery *ъ, *ь, np. kəd, səm, kəko, malecək, vəš, dənəs, a w gwarze prizreńsko-dziakowickiej także fonem ü, pojawiający się w pożyczkach tureckich i albańskich, np. bülük, gürbet, müderiza, sürutk, üstija ‘żelazko’[5],
- sonantyczne *l̥ na ogół kontynuowane przez u, choć po spółgłoskach zębowych trafia się lu, np. dlug, žl’una, sluza, sluzni, slunce[6],
- konsekwentne przejście psł. *ě (jać) w e, np. nesəm, uznete, mene, tebe, zime, starejo, gərdnejzi, choć zdarza się mieszanie pre- i pri-, np. prenesem~prinesem, presekli~prisekli[6],
- utrata fonemu χ i zanik tej głoski lub zastąpienie jej przez v, j, k, np. lád, sárana, odmá, múve, mejíri, vázduk, Tikómir < χlad, saχrana, odmaχ, muχe, meχiri, vazduχ, Tiχomir[6],
- obecność fonemu ʒ (dz), np. ʒvono, ʒidina, naʒvira[7],
- głoska f jest najczęściej zastępowana przez v, jeśli nie liczyć gwar pod bezpośrednim wpływem tureckiego i albańskiego[7],
- wtórne jotowanie przeprowadzone konsekwentnie, np. bráća, prúća, dóđem, snopl’e, jedynie we wschodniej części dialektu nie pojawia się po spółgłoskach wargowych, np. gróbje, snópje[7].

Morfologia dialektu prizreńsko-południowomorawskiego, podobnie jak w przypadku innych dialektów torlackich, charakteryzuje się licznymi bałkanizmami. Do szczególnych cech morfologicznych należą:
- uproszczenie systemu przypadkowego do opozycji mianownika i biernika (przypadku zależnego), przy czym rozróżniane są tylko rzeczowniki rodzaju męskiego (żywotne) i żeńskiego w liczbie pojedynczej, np. ima túj dévera, dajá mi ovóga góluba, ale néma sír, ne mi vratíja balón; pije vódu, da mi vrneš kokošku, Vládicu, zaś w liczbie mnogiej mianownik i przypadek zależny nie są rozróżniane, np. čoveci, lekari, noževi, Cigańe, devojke, sela, temena[8],
- liczba mnoga rzeczowników typu prase, jare to prasići, jarići, spotyka się też końcówki -ićki, -iki[9],
- u zaimków osobowych zachowane formy trzech przypadków – mianownika, celownika i biernika[9],
- formy zaimków osobowych liczby mnogiej nije, vije (jak w dialektach bułgarskich i macedońskich) obok typowo serbskich mi, vi, enklityki ni, vi; ne, ve, a także nam, vam[9],
- formy celownika zachowane lepiej niż w innych dialektach torlackich, stąd też forma ńum(a) w przypadku zależnym zaimka osobowego 3. osoby liczby mnogiej, np. kupija od ńuma, kupija na ńuma[9],
- zachowany wołacz o charakterystycznych formach typu čoveku, Miodragu, Novico, Dragano, čičo, Stanojo, Zarijo, Branke, Božike, Smil’ke[9],
- analityczne stopniowanie przymiotników i przysłówków, ale też i rzeczowników – stopień wyższy się tworzy przy pomocy partykuły po, np. po miran, po sitna, po nerabotnik, po skitńar, zaś stopień najwyższy przy pomocy partykuły naj, np. naj golem, naj stara, naj domaćin[4][10],
- zanik bezokolicznika i imiesłowu przysłówkowego uprzedniego[10],
- formy czasu przyszłego typu ću da dođem, ću dođeš, će dožem, će a idemo, će ga nosimo[10],
- szerokie użycie aorystu i imperfektu, przy czym w gwarach wzdłuż Południowej Morawy charakterystyczne są formy imperfektu typu ídešem, ídešemo, ídešeu[10],
- czas przeszły złożony ma w liczbie mnogiej jedną formę dla wszystkich rodzajów, np. íšle, uzimále[10].

W leksyce oprócz dużej warstwy rodzimego słownictwa charakterystyczne są liczne turcyzmy, a i mniej liczne zapożyczenia z języka albańskiego (szczególnie w południowej i południowo-zachodniej części dialektu), np. arnautin ‘wiatr zachodni’, điza ‘niskiej jakości ser’, l’aruka ‘łaciata krowa’, maškul ‘mężczyzna’, fl’ama ‘przeziębienie’.